# 18e groupe d'autos-mitrailleuses de cavalerie
Pour les articles homonymes, voir 18e groupe (unité militaire).
Le 18e groupe d'autos-mitrailleuses de cavalerie est une petite unité d'artillerie légère mobile créée en 1920, mise à la disposition du résident général de France au Maroc, commandant en chef les troupes d'occupation, pour contribuer à la pacification du protectorat français au Maroc.

## Création, dénominations et affectations
La date de constitution du 18e groupe d'AMC n'est pas connue avec précision, son existence au début de 1920 étant seulement déduite de plusieurs nominations d'officiers au titre de cette unité. Son affectation aux troupes d'occupation du Maroc est confirmée, même si sa présence dans le protectorat n'est pas signalée en 1920 sous son nom de « 18e groupe AMC». La participation d'autos-mitrailleuses à des opérations offensives et défensives contre les rebelles et partisans, opposés à la présence française, reste anonyme dans les récits des exploits des colonnes et autres groupes mobiles, constitués à l'occasion d'une mission précise et rapidement dissous. Néanmoins, ce 18e groupe AMC, dont la nouvelle dénomination devient 18e escadron d'autos-mitrailleuses de cavalerie (EAMC) au 1er novembre 1922 puis 17e EAMC le 1er mars 1923, est bien localisé au Maroc à cette date.
Le 18e groupe d'autos-mitrailleuses de cavalerie, ne doit pas être confondu avec le 18e groupe d'autos-canons de la Marine, nom donné le 1er juillet 1916 à la « Batterie Drouet » constituée en septembre 1914 au Havre.

## Opérations
Trois opérations permettent de mesurer l'implication des sections du 18e groupe dans la Campagne du Maroc

### L'occupation d'Ouezzane(septembre 1920)
Le 16 septembre 1920 deux groupes mobiles, l'un de Fès, l'autre de Meknès sont concentrés à Aïn-Defali. « Ces troupes étaient dotées d'une artillerie importante ; elles avaient en outre une compagnie de chars d'assaut et des autos-mitrailleuses. »
La citation du lieutenant Pernet confirme la présence d’une section du 18e groupe dans cette opération :

« A fait preuve au cours du combat du 17 septembre 1920 des plus belles qualités d'énergie, d'activité et d’allant. Entraînant sa section d’A.M.C. dans un terrain extrêmement difficile où les tanks eux-mêmes cheminaient avec peine, est arrivé dans Aïn-Chemina avec les premiers cavaliers, contribuant à assurer le nettoyage du village et l'occupation par l'infanterie de la position conquise, malgré un violent retour offensif des Djebala (Opérations du Gharb, Maroc) »

### La réduction de la poche d'El Bekrit (juin 1921)
L’objectif des autorités françaises pour 1921 est de poursuivre la pacification de la région des Zaïans et de faire disparaitre la zone de dissidence dans la région sud de Meknès. Une vaste opération de juin à septembre 1921, a pour objectif de réduire la poche d'El Bekrit. « En juin – juillet les communications du poste de Bekrit avec l’arrière furent renforcées par la construction de plusieurs postes commandant la piste d’accès. Nos troupes attaquaient le 26 juin les contingents rebelles en les délogeant successivement du col de Tizi-N’Lafit, des Koubbats … puis du Ras-Tarchas à 6 km au sud-ouest. »
La 1re section du 18e groupe d’AMC est engagée dans les premières semaines de l’opération. Elle reçoit une citation à l’ordre des Troupes d’occupation du Maroc ainsi libellée :

« Unité qui sous les ordres de son chef, le lieutenant de Gaulejac, a très brillamment manœuvré au cours du ravitaillement de Bekrit du 26 au 30 juin 1921 pour mieux remplir sa mission à courte distance de l'ennemi en protégeant constamment l'infanterie dans ses progressions et pendant la construction du poste. »

### Mission de protection de convois (1922)
Cette citation rend compte du type de mission confiée au groupe :

« De Gaulejac Joseph Marie, lieutenant commandant la première section d’AMAC, chargé d'assurer avec cette section la protection des convois du groupe mobile de Badla au cours des opérations de 1922, a rempli sa mission d'une façon parfaite. S'est particulièrement distingué en assurant dans une région dangereuse la sécurité de plusieurs convois d’automobiles, réussissant à déjouer toutes les tentatives des dissidents grâce aux habiles dispositions qu’il avait prises. »

## Commandants du groupe
- Capitaine Henri Bruyant, premier commandant du nouveau 18e groupe d'autos-mitrailleuses de cavalerie (AMC) constitué fin 1919 ou début 1920. Il quitte ce nouveau groupe le 4 septembre 1920 pour le 2e groupe d'AMC.
- Capitaine Aymar de Dampierre, lui-même venant du 2e groupe d'AMC (4 septembre 1920 - 28 février 1921).
- Capitaine Raymond Juin de Baissé affecté le 10 mars 1921, conserve ce poste jusqu'au 7 mai 1923.

## Matériels
Le 18e groupe d'autos-mitrailleuses de cavalerie (AMC) est entièrement équipé des nouvelles autos-mitrailleuses de Ségur-Lorfeuvre sur châssis White TBC.